# O Pino
O Pino è un comune spagnolo di 4 732 abitanti situato nella comunità autonoma della Galizia. Il suo territorio è attraversato dal fiume Tambre.
O Pino è la dicitura gallega, assunta ufficialmente dal 1985. Fino ad allora il comune si è chiamato El Pino, secondo la dicitura spagnola.